# Beauficel-en-Lyons
Beauficel-en-Lyons ist eine französische Gemeinde mit 207 Einwohnern (Stand: 1. Januar 2022) im Département Eure in der Region Normandie (vor 2016 Haute-Normandie). Sie gehört zum Arrondissement Les Andelys und zum Kanton Romilly-sur-Andelle.
Die Einwohner werden Beauficelois genannt.

## Geographie
Beauficel-en-Lyons liegt etwa 40 Kilometer ostsüdöstlich von Rouen.

### Nachbargemeinden
Umgeben wird Beauficel-en-Lyons von den Nachbargemeinden Lorleau im Westen und Norden, Fleury-la-Forêt im Nordosten, Lilly im Osten, Morgny im Südosten sowie Lyons-la-Forêt im Süden und Westen.

## Bevölkerungsentwicklung
| Jahr                       | 1962 | 1968 | 1975 | 1982 | 1990 | 1999 | 2006 | 2019 |
| Einwohner                  | 185  | 147  | 128  | 136  | 150  | 185  | 173  | 186  |
| Quellen: Cassini und INSEE |      |      |      |      |      |      |      |      |

## Sehenswürdigkeiten
- Kirche Notre-Dame aus dem 13. Jahrhundert mit späteren Umbauten, Monument historique seit 1940

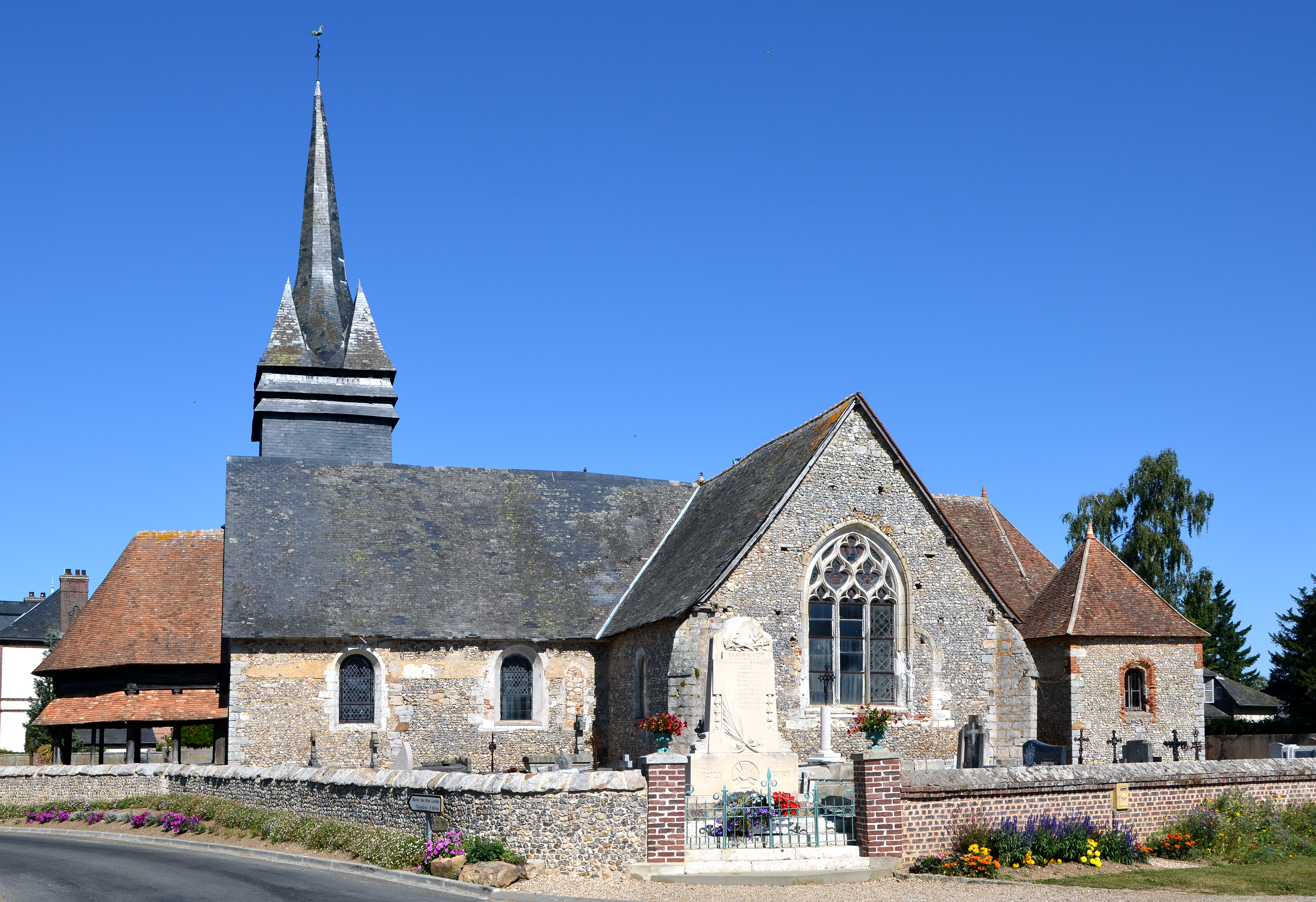
Kirche Notre-Dame

- zwei Herrenhäuser